# Stampede (single)
Stampede is een nummer van het Belgische dj-duo Dimitri Vegas & Like Mike, het Canadese dj-duo DVBBS en de Amerikaanse dj Borgeous uit 2013.
"Stampede" werd een bescheiden hit in België, waar Dimitri Vegas & Like Mike vandaan komen. Het nummer bereikte daar de 30e positie in de Vlaamse Ultratop 50.

## Tracklijst
- Muziekdownload

1. "Stampede" (original mix edit) - 2:56
2. "Stampede" (original mix) - 4:17